# Oddvar Holten
Oddvar Holten (1921-1995) fue un fisioterapeuta noruego que desarrolló el método de terapia de ejercicio médico (MET).

## Deporte y educación física
Como patinador de velocidad, Holden tenía un interés en el movimiento desde que era joven; de hecho, inició su carrera profesional en educación física. Luego trabajó en la educación ergonómica de los trabajadores forestales. Continuó con el deporte y fue el entrenador de los patinadores de la selección nacional de Noruega.

## Fisioterapia y MET
En 1951, Holt estudió fisioterapia en el Instituto Ortopédico de Oslo. Más tarde fue uno de los líderes del grupo de fisioterapeutas que desarrollaron el Modelo Noruego de Terapia de Manos; específicamente, el trabajo de Holten consistía en combinar la terapia manual con ejercicio físico gradual.
Según la teoría de Holten, los pacientes debían entrenar como atletas, pero con una carga de su propio tamaño. Junto con la empresa Steens Industrier con sede en Oslo, desarrolló las herramientas adecuadas para el ejercicio terapéutico. Al examinar el efecto terapéutico del ejercicio físico, Holten desarrolló un procedimiento: sesiones de ejercicio largas (al menos 60 '), repetición múltiple (alrededor de 1000 por sesión) y de baja intensidad, sin dolor. A medida que mejoraba la condición del paciente y disminuía el dolor, la repetición disminuía y la intensidad aumentaba.
En la práctica, Holten atendió a 4-5 pacientes a la vez, realizando juntos sesiones de 60 minutos. En estas sesiones supervisó la actividad de cada uno, ya que podía haber personas de diferentes edades y problemas de salud en un mismo grupo, y adaptó los ejercicios a cada uno. También combinó estas sesiones con terapia manual, alternando estas sesiones grupales con sesiones individuales para pacientes.
Para 1965, Holten había desarrollado su método terapéutico y comenzó a usar el nombre MET. En 1967 el Sistema de Salud Noruego aprobó el sistema MET, subvencionando este tipo de terapia (en grupos de 5 pacientes).

## La evolución
Los avances en la conciencia del dolor y la creciente evidencia científica desde la jubilación de Holten están confirmando la idoneidad del sistema MET
Desde la década de 1990, ha habido un cambio significativo en los criterios para medir la progresión del paciente, de cambios en la estructura histológica a un cambio en la prioridad de la capacidad funcional. Por otro lado, los seguidores de Holten han dado un enfoque biopsicosocial al método.

## Difusión del método
Aunque se utilizó principalmente en el norte de Europa en los primeros años, la terapia MET posterior se ha extendido al extranjero, especialmente en Europa, América del Norte, Japón y Corea .
- Holten Institute, que continúa con el sistema MET, bajo la dirección de Tom Arild Tortensen (ahora Lindingö, Suecia ).[5]

- Ola Grisby creó el sistema de Progresiones Científicas Terapéuticas del Ejercicio (STEP) derivado de MET en los Estados Unidos.[6]